# Kanton Nîmes-1
Kanton Nîmes-1 (francouzsky Canton de Nîmes-1) je francouzský kanton v departementu Gard v regionu Languedoc-Roussillon. Tvoří ho část města Nîmes a zahrnuje městské čtvrti La Placette, Les Hauts-de-Nîmes, Quartier d'Espagne, Montaury, Allées Jean Jaurès, Route de Sauve, Castanet, Vacquerolles, La Cigale, Carémeau a L'Eau Bouillie.